# Nicolas Colombel
Pour les articles homonymes, voir Colombel.
Nicolas Colombel, né en 1644 à Sotteville et mort le 27 mai 1717 à Paris, est un artiste peintre français.

## Biographie

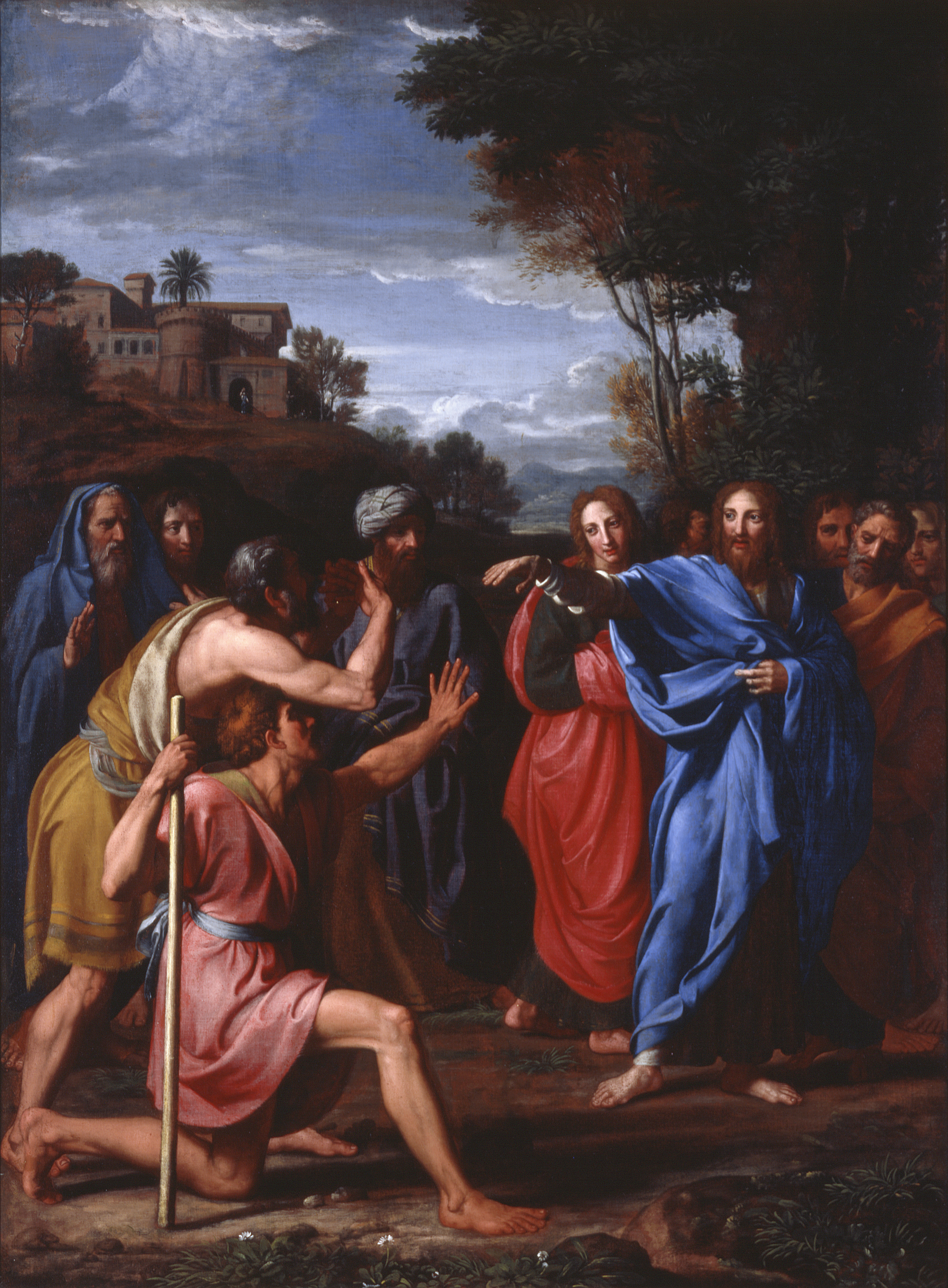
Jésus Christ guérissant les deux aveugles de Jéricho, 1682, musée d'art de Saint-Louis.

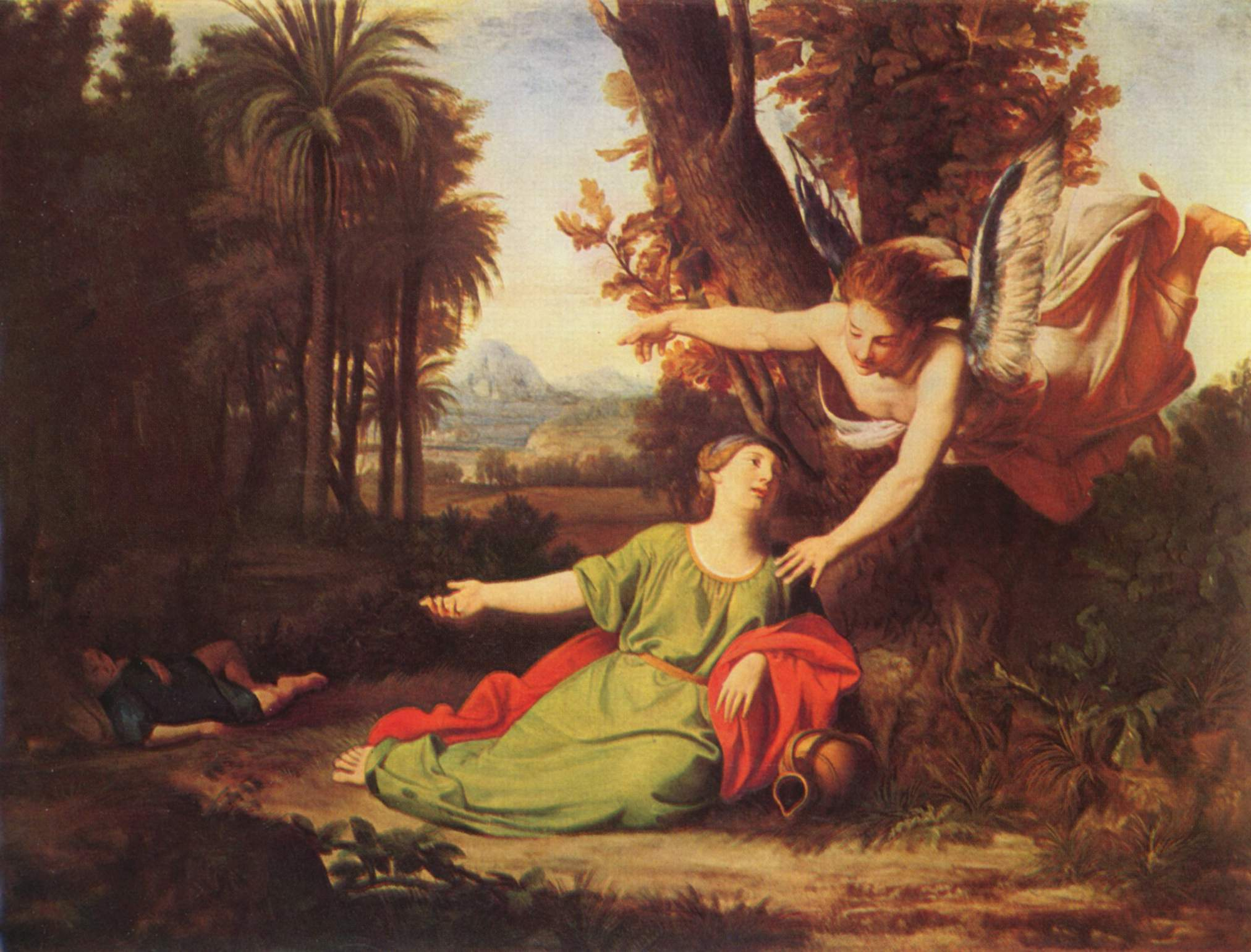
Hagar et Ismaël dans le désert, av. 1682, musée des beaux-arts de Budapest.

Ayant fait connaitre fort jeune ses dispositions pour la peinture, Colombel fut envoyé de bonne heure à Paris les cultiver dans l’atelier de Pierre Sève,,. Vers 1680, il entreprit, en dehors de l’Académie de France, le voyage de Rome où il étudia Raphaël, le Poussin et le Dominiquin. Son nom figure en 1678 dans le registre du recensement de la paroisse de San Lorenzo in Lucina.
En 1680, il peint un petit tableau : Narcisse se mirant dans l'eau, d’un style très différent de ce qu'il produira plus tard. En 1682, il envoya en France Jésus Christ chassant les marchands du Temple, Jésus Christ guérissant les deux aveugles de Jéricho, Le Christ et la Femme adultère et La Madeleine devant le Christ. Ces œuvres dans la continuité de Poussin lui vaudront d’être admis, en 1686, à l’Académie de Saint-Luc de Rome qu'il fréquente jusqu'en 1689. Il entreprit le voyage de Rome.
En 1684, il devient membre de la congrégation des Virtuosi al Pantheon qui regroupait les artistes et érudits les plus célèbres de ce temps. Il entretenait de solides liens avec la communauté française de Rome et gardait un contact étroit avec ses commanditaires en France.
Rentré, pour des raisons que l'on ignore, en France entre Pâques 1691 et 1693, il est agréé, le 28 février 1693, à l'Académie royale de peinture, présenté par Pierre Mignard avec lequel il se lia d'amitié. Le 6 mars 1694, il fut reçu avec les Amours de Mars et de Rhéa comme morceau de réception. 
Il devint professeur adjoint de l'Académie, le 27 août 1701 et professeur le 30 juin 1705. Louis XIV le chargea de décorer plusieurs des appartements du château de Versailles et du château de Meudon. Il fut influencé par le travail de Nicolas Poussin et de Charles Le Brun, mais également par L'Albane. Il fit des portraits dans l'esprit de Pierre Mignard et de François de Troy.
Il a peint quantité de portraits historiés. Il a aussi composé une Sainte Cécile. Le palais de Sanssouci conserve également un de ses tableaux, qui se distinguent par la grande précision de son trait, la finesse de sa gamme colorée lumineuse, ainsi qu'une savante observation des règles de la perspective. Ses bleus profonds donnent un rendu de porcelaine dans l'esprit de Giovanni Battista Salvi. Excellent paysagiste, il ornait ses fonds d'architecture.
Peu indulgent pour les ouvrages de ses confrères, il avait la vanité de se croire égal à Raphaël et au Poussin, et il ne craignait pas de critiquer les ouvrages les plus corrects. Il en voulait surtout aux copistes de profession, qu’il comparait à des eunuques parce que, disait-il, « les uns et les autres sont également incapables d’aucune production ». Ce ton critique lui fit peu d’amis, aussi, il se vit jugé à son tour avec sévérité de son vivant ; on ne faisait pas de grâces à ses ouvrages, on trouvait que son ton de couleur était trop dur, et que ses têtes, très communes, se ressemblaient toutes. Il ne manquait pourtant pas de génie, son dessin est correct, ses compositions sont riches, accompagnées de beaux fonds d’architecture qu’il entendait bien, de même que la perspective. Il ne manquait pas non plus d’humour : le fils parvenu d’un maréchal-ferrant lui ayant demandé de peindre un plafond, il affecta de prendre pour sujet la Chute de Phaëton où les chevaux renversés montraient tous les fers de leurs pieds. Modérément goûté du maître de maison, le projet resta à l'état d’esquisse.
Le musée des beaux-arts de Rouen a présenté une exposition de ses œuvres en 2012-2013.

## Réception critique
Dezallier d’Argenville écrit en 1752 : « Ses dessins sont très terminés, surtout ses études d'après l'antique ; elles sont faites sur du papier bleu, au crayon de pierre noire relevé de blanc de craye : les hachures en sont si fines qu'elles paraissent estompées, avec un trait très délié et un crayon peu moelleux. »

## Hommages
- Une rue de Sotteville-lès-Rouen porte son nom. Son portrait se trouve dans la collection de la Bibliothèque de Rouen[1].

## Œuvres

### Dessins
- Paris, Beaux-Arts de Paris : 
  - Saint Hyacinthe sauvant la statue de la Vierge des ennemis, pierre noire et rehauts de craie blanche sur papier beige foncé. H. 0,361 ; L. 0,257 m[10]. Ce dessin est une étude préparatoire pour sa toile illustrant le même sujet (Paris, Louvre). Il représente l'ensemble de la scène où domine Hyacinthe entouré de religieux agenouillés dans un paysage esquissé à l'arrière plan. On relève peu de changements par rapport à la version finale[11].

Œuvres de Nicolas Colombel
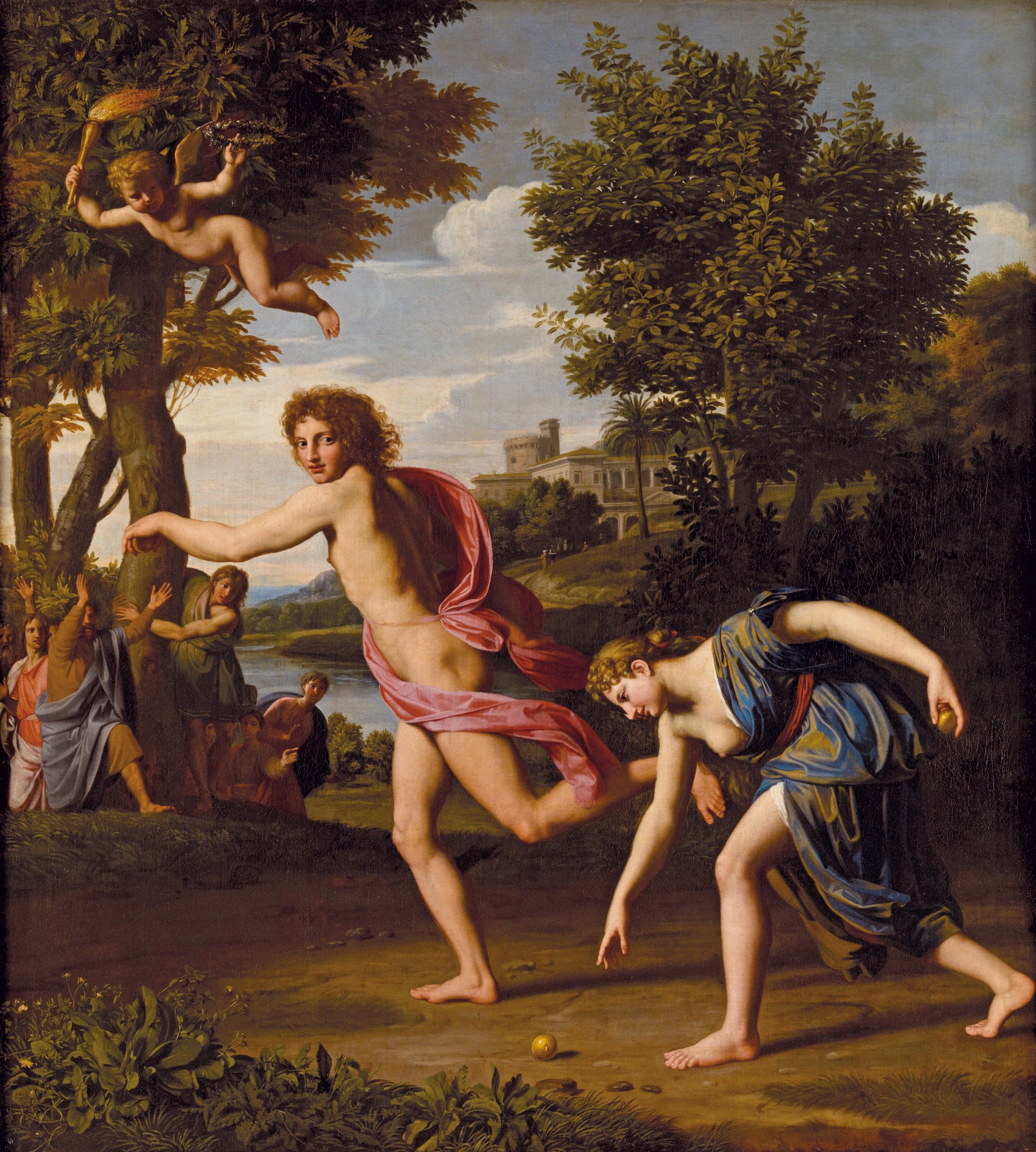
Hippomène et Atalante (vers 1680), Vienne (Autriche), Liechtenstein Museum.
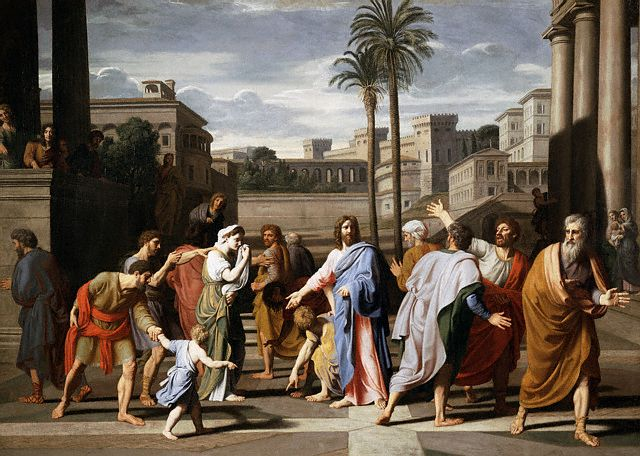
Le Christ et la femme adultère (1682), musée des beaux-arts de Rouen.
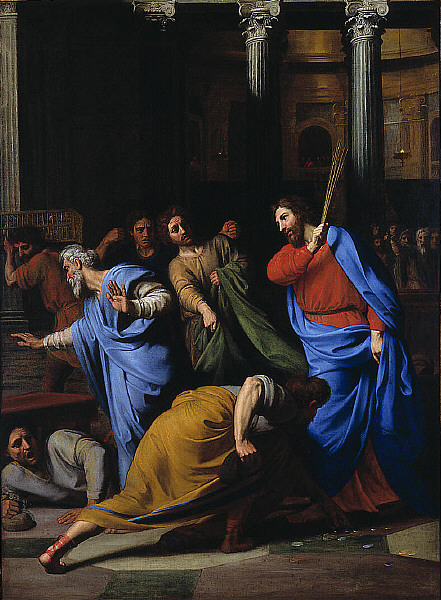
Le Christ chassant les marchands du temple (1682), musée d'art de Saint-Louis.
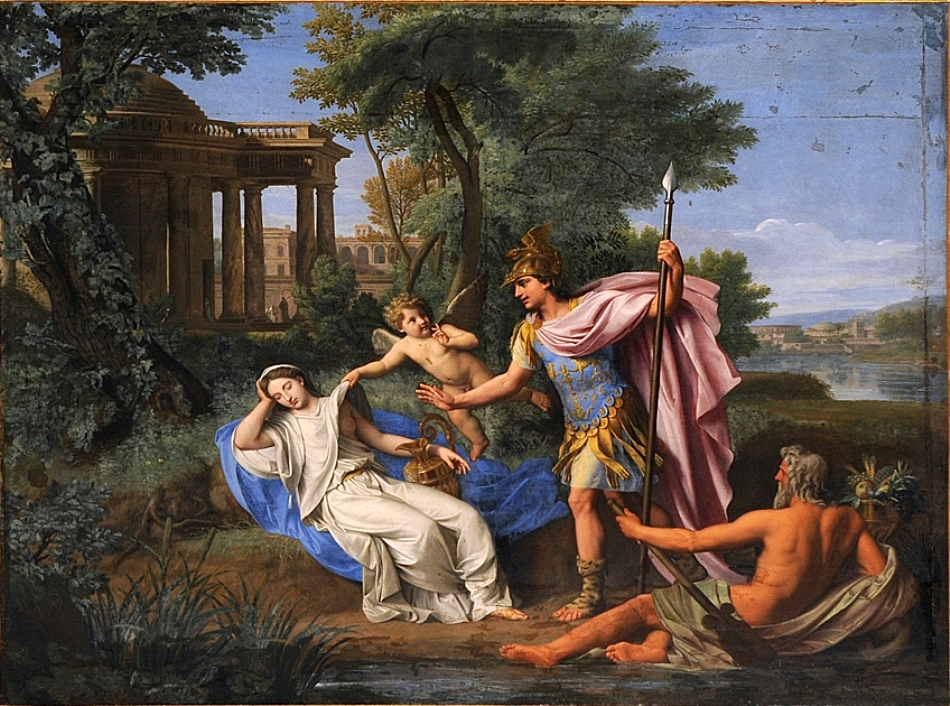
Mars et Rhéa (1694), Paris, École nationale supérieure des beaux-arts
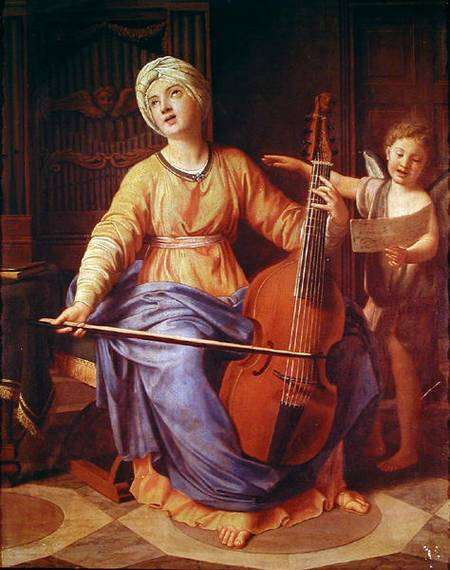
Sainte Cécile jouant de la basse de viole (après 1694), musée des beaux-arts de Rouen.
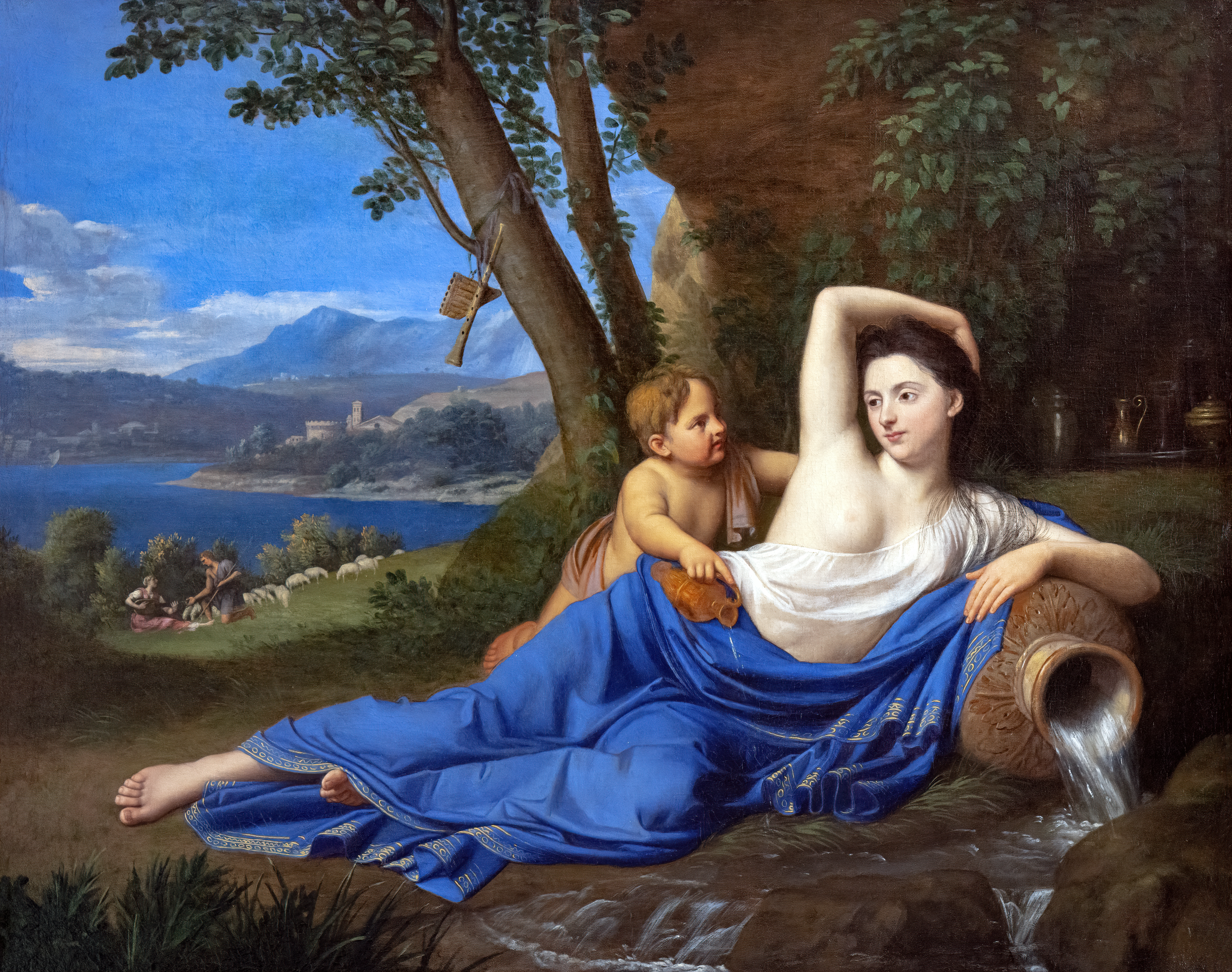
Portrait de femme sous les traits de Vénus

## Salons
- 1699 : La Course d'Hippomène et Atalante, Psyché abandonnée par l'Amour, Portrait d'une femme sous les traits de Diane revenant de la chasse.
- 1704 : Fabius Maximus.

## Expositions
- « Nicolas Colombel, l'idéal et la grâce », musée des beaux-arts de Rouen, du 9 novembre 2012 jusqu'au 24 février 2013, commissaires de l'exposition : Karen Chastagnol et Diederik Bakhuÿs, conservateur du musée.